# 豊福阿蘇神社
豊福阿蘇神社（とよふくあそじんじゃ）は、熊本県宇城市松橋町豊福にある神社である。旧社格は郷社。

## 由緒
伝承によれば、永承2年（1047年）、関白藤原道隆により八幡神を祭神として創建されたのがはじまりという。鎌倉時代に、阿蘇氏の勢力下となり阿蘇神社・甲佐神社の二社が合祀され三宮社となった。さらに後、主神である八幡神の影が薄れ、阿蘇神社としての色がより濃くなり現在に至っている。
創建の頃に社領4町3反を寄進されて持っており、これらを祭祀の費用等にあてていたが、豊臣秀吉により没収されたという。
1872年（明治5年）、郷社に列せられた。

## 祭神
- 阿蘇十二神
- 八幡大神

## 例祭日
- 秋季例大祭 - 10月15日
- 夏季小祭 - 7月15日

## 境内
- 神木 - 樹齢1,100年と推定される樟が境内にある。太さ（幹周り）約18メートル、高さ約45メートルの巨木。